# 共和港之役
共和港之役（英語：Battle of Port Republic）於1862年6月9日發生在維吉尼亞的羅京安縣，是河谷會戰中的第六場戰役。
北軍兵力為3,500人，南方為6,000人。

## 戰事
1862年6月8至9日，溫德（Winder）奉石牆傑克森的命令在共和港附近的一條河的南面突擊北軍，而理查·尤爾的師則向共和港推進，支援溫德。
溫德的部隊在早上五時正渡河，派了維吉尼亞州第二步兵團和維吉尼亞州第四步兵團穿過樹林，攻擊北軍的翼側；而主力部隊就正面進攻有步兵和大砲的山丘，照例北軍應可以打退南軍，但連大砲都擋不住南軍的攻勢，使南軍佔據了山丘，但北軍的大砲仍未被消滅，在北軍激烈的炮火攻擊下，溫德的部隊傷亡慘重，尤爾（Ewell）和泰勒（Taylor）的軍旅就迅速渡河提供支援。
北軍軍官泰勒一度反擊成功，把南軍擊退，石牆傑克森就派尤爾其餘的部隊渡河提供支援，擋住了北軍的反擊，泰勒再發動進攻，佔領了山丘，搶奪北軍的五門大砲。
泰勒不服，再度反擊，用白刃戰奪回山丘的控制權，泰勒重組軍力，再次發動進攻和佔領山丘，然後用北軍的五門大砲對準北軍，北軍失守，傷亡慘重，泰勒於早上10時半撤退。

## 戰事結束
北軍傷亡人數為1,002；南軍則有816人。

## 戰後
石牆傑克森把入侵的北軍徹底打敗，逼使北軍完全撤離雪倫多亞河谷，然後可以與羅伯特和北維吉尼亞軍團一起發動七天戰役。北軍原先要去攻打里奇蒙的計畫亦被粉碎。